# Schwedische Badmintonmeisterschaft 1961
Die Schwedische Badmintonmeisterschaft 1961 fand in Eskilstuna statt. Es war die 25. Austragung der nationalen Titelkämpfe im Badminton in Schweden.

## Titelträger
| Disziplin    | Sieger                                     |
| ------------ | ------------------------------------------ |
| Herreneinzel | Leif Ekedahl Göteborgs BK                  |
| Dameneinzel  | Eva Pettersson BK Bollen                   |
| Herrendoppel | Bengt-Åke Jönsson Göran Wahlqvist BK Smash |
| Damendoppel  | Berit Olsson Ingrid Persson BMK Aura SBK   |
| Mixed        | Bengt-Åke Jönsson Anita Billberg BK Smash  |